# Taras-Schewtschenko-Grabmal
Koordinaten: 49° 43′ 56,4″ N, 31° 30′ 42,3″ O

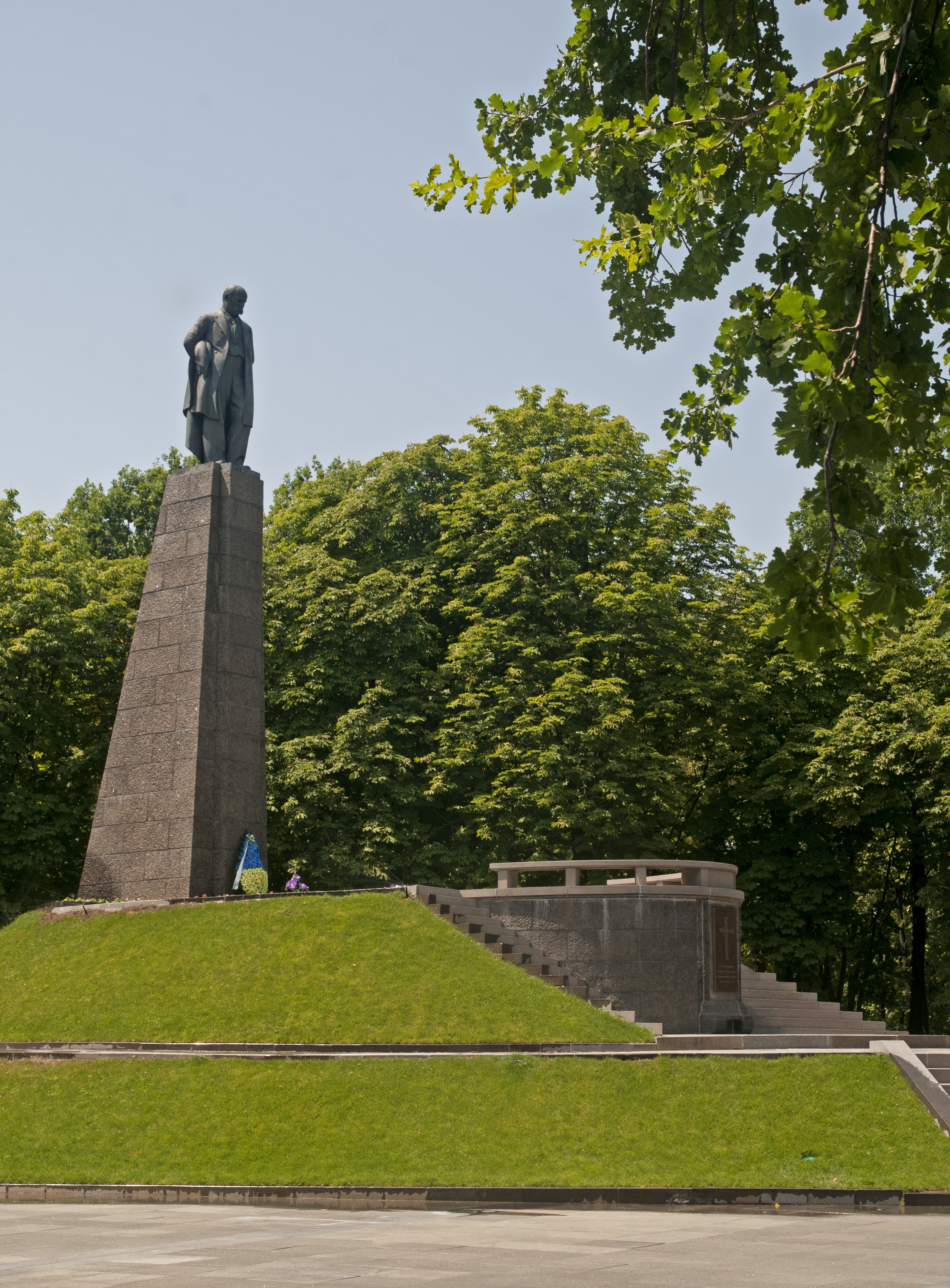
Taras-Schewtschenko-Grabmal

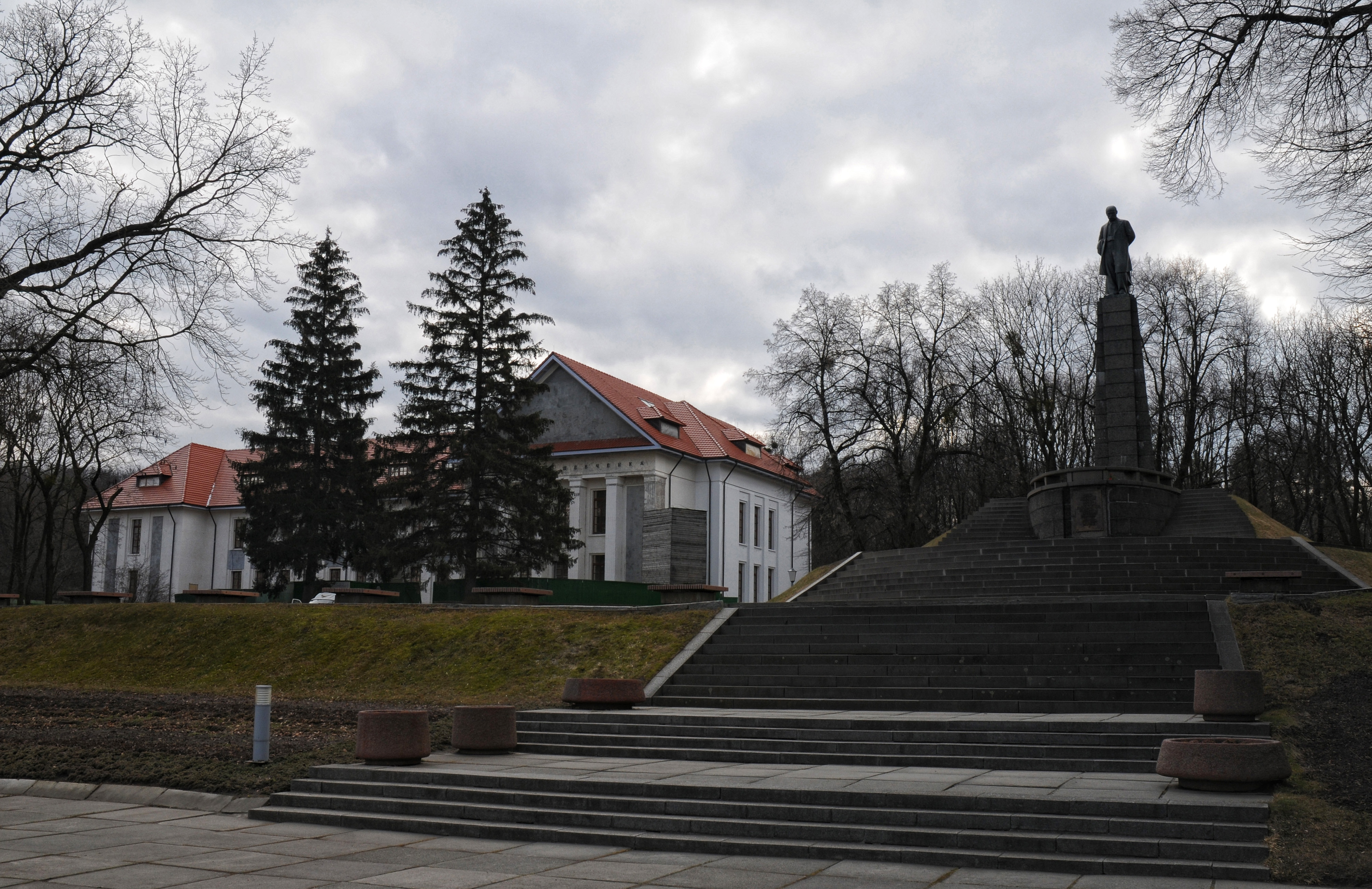
Taras-Schewtschenko-Grabmal und Museum

Das Taras-Schewtschenko-Grabmal (ukrainisch Могила Тараса Шевченка) ist das Grabmal des ukrainischen Lyrikers Taras Schewtschenko und Teil der nationalen Schewtschenko-Gedenkstätte bei Kaniw in der zentralukrainischen Oblast Tscherkassy. Es hat in der Ukraine den Status eines »nationalen Heiligtums«
Das Grabmal befindet sich auf dem Taras-Berg, oder auch Klosterberg genannt, am Ufer des Dnepr. Hier befindet sich, neben dem Grab mit dem Denkmal auch ein Museum über den Dichter. Zum Grabmal führt eine 360 Stufen zählende Treppe, an deren Beginn der Brunnen Ewige Quell der Kunst Taras Schewtschenkos steht.
Nachdem Taras Schewtschenko am 10. März 1861 starb, wurde er in Sankt Petersburg beerdigt. Am 8. Mai 1861 überführte man die sterblichen Überreste in die Ukraine, wie er es sich in seinem Gedicht „Vermächtnis“ (Sapowit) gewünscht hatte, und setzte sie am 22. Mai auf dem Klosterberg bei.
Das auf einem Granit-Piedestal stehende Bronze-Statue wurde, ebenso wie das dahinter liegende Museum im Jahr 1939 erbaut. Der Architekt des Denkmals war Jewgeni Lewinson und der Bildhauer war Matwei Maniser (1891–1966), von dem auch das Lenindenkmal in Eisleben stammt.